# Forteresse d'Ostie
La forteresse d'Ostie (italien : Rocca di Ostia), ou château de Jules II est une forteresse située au sud du village médiéval de Ostia Antica, faisant partie de la commune de Rome.

## L'histoire
L'ouvrage a été réalisé entre 1483 et 1486 par le cardinal Giuliano della Rovere, futur pape Jules II, pour contrôler les biens appartenant à sa famille, ainsi que l'accès à Rome par la mer le long du Tibre.
Le projet est attribué à Baccio Pontelli, bien qu'il existe certains doutes.
Vasari attribue l'œuvre à Giuliano da Sangallo.
D'autres historiens donnent le nom de Francesco di Giorgio Martini pour le projet, tandis que Pontelli peut avoir dirigé les travaux.
En fait, la bâtisse présente de nombreux éléments liés aux ouvrages et traités du maître siennois, que Pontelli peut avoir connu lors de son passage à Urbino. Cependant, la forteresse présente aussi des similitudes avec les fortifications conçues par Francione, maître à Florence de Pontelli.
La fortification est située entre le village médiéval fortifié de Ostia Antica et le cours du Tibre, jusqu'à ce que le déluge de 1557 change le cours de la rivière, laissant à sec les douves.
La forteresse fut longtemps un bastion militaire et douanier des papes.

## Caractéristiques
Le travail présente des critères d'innovation technique et de science militaire remarquable. La forme est triangulaire, avec des tours rondes sur les sommets: deux sont circulaires (rondelles) et une polygonale, plus grande, aussi haute que les murs pour créer un chemin de ronde unique sur tout le périmètre. 
Un large fossé, alimenté par le Tibre, protégeait à l'origine le long du périmètre.
Les murs sont en brique, ont une hauteur réduite et sont très épais, avec une inclinaison spéciale afin d'éviter l'impact orthogonal des balles. Les emplacements d'artillerie (fentes) sont placés dans la gorge entre les rondelles et le rempart, et il y a des ouvertures pour les bouches des canons et des armes à feu. L'intérieur de la forteresse est un donjon circulaire, qui domine l'ensemble et sert à contrôler le Tibre.
Ses caractéristiques en font une importante forteresse de transition de la fin du XVe siècle qui aboutit aux fortifications modernes.